# Los dragones del Edén
Los dragones del Edén: Especulaciones sobre la evolución de la inteligencia humana es un libro de Carl Sagan galardonado con el Premio Pulitzer en 1978; esta obra, que destaca dentro de sus primeros libros de divulgación del conocimiento científico, alcanzó pronto renombre mundial y es utilizada como referencia en los cursos de introducción a la ciencia. En ella Sagan combina los campos de la evolución biológica, la antropología, la genética y las neurociencias para ofrecer una perspectiva de cómo evolucionó la inteligencia humana.
Carl Sagan, astrofísico de profesión, dedicó gran parte de su investigación a la búsqueda de inteligencia extraterrestre, lo que lo llevó en parte al estudio de la evolución del hombre para tener una mejor idea de cómo se da la inteligencia en el universo. Los Dragones del Edén y otros libros que escribió después son parte del esfuerzo de Carl Sagan por difundir la ciencia a través de su propia investigación; en este libro se explora la prehistoria hasta la época actual, indagando en la evolución del ser humano en función de su legado genético y de la evolución del cerebro.
La evolución del hombre y el mismo origen de la vida apasionaban a Sagan tanto como la posibilidad de saber quiénes habitan otros sistemas estelares similares al nuestro; estos temas pertenecientes a la biología no se encontraban precisamente dentro de su especialidad, como él mismo comentaría: "Escribir un libro sobre un tema tan alejado de la propia especialidad es, en el mejor de los casos, aventurado. Aun así, como he intentado explicar, la tentación fue irresistible."
Sin embargo, el resultado fue un éxito que le valió el Premio Pulitzer en 1978. Sagan, doctor en astrofísica, realizó además estudios de evolución y genética con prestigiosos catedráticos de su época; en particular estudió el origen de los organismos con los genetistas Hermann J. Muller y Joshua Lederberg.
Este modo de pensar le llevó a ser considerado, junto con Lederberg, como pionero de la exobiología, o sea, el estudio de las posibilidades de existencia de vida independiente fuera del planeta Tierra, o la búsqueda de vida extraterrestre como disciplina científica.